# Divize A 1980/1981
V soubojích 16. ročníku České divize A 1980/81 se utkalo 16 týmů dvoukolovým systémem podzim – jaro. Tento ročník začal v srpnu 1980 a skončil v červnu 1981.

## Nové týmy v sezoně 1980/81
Z 2. ligy – sk. A 1979/80 sestoupilo do Divize A mužstvo TJ Spartak BS Vlašim. Z krajských přeborů ročníku 1979/80 postoupilo vítězné mužstvo TJ Mariánské Lázně ze Západočeského krajského přeboru a TJ Fezko Strakonice ze Jihočeského krajského přeboru. Také sem byla přeřazena mužstva TJ Motorlet Praha a TJ Admira Praha 8 z Divize B.

## Výsledná tabulka
| Poř. | Tým                     | Z  | V  | R  | P  | VG | OG | B  |
| ---- | ----------------------- | -- | -- | -- | -- | -- | -- | -- |
| 1.   | TJ Slavoj Český Krumlov | 30 | 17 | 11 | 2  | 40 | 19 | 45 |
| 2.   | TJ Motorlet Praha       | 30 | 17 | 8  | 5  | 50 | 17 | 42 |
| 3.   | TJ ZVVZ Milevsko        | 30 | 16 | 8  | 6  | 61 | 36 | 40 |
| 4.   | TJ Spartak BS Vlašim    | 30 | 15 | 10 | 5  | 42 | 20 | 40 |
| 5.   | TJ Rudá hvězda Sušice   | 30 | 16 | 4  | 10 | 55 | 25 | 36 |
| 6.   | TJ Lokomotiva Plzeň     | 30 | 10 | 10 | 10 | 44 | 29 | 30 |
| 7.   | VTJ Písek               | 30 | 9  | 12 | 9  | 43 | 49 | 30 |
| 8.   | TJ Tatran Prachatice    | 30 | 10 | 7  | 13 | 35 | 47 | 27 |
| 9.   | TJ Admira Praha 8       | 30 | 10 | 6  | 14 | 40 | 45 | 26 |
| 10.  | TJ Fezko Strakonice     | 30 | 9  | 8  | 13 | 32 | 48 | 26 |
| 11.  | TJ Uhelné sklady Praha  | 30 | 6  | 13 | 11 | 31 | 41 | 25 |
| 12.  | TJ ČZ Strakonice        | 30 | 7  | 10 | 13 | 32 | 45 | 24 |
| 13.  | TJ Okula Nýrsko         | 30 | 9  | 6  | 15 | 35 | 49 | 24 |
| 14.  | TJ VS Tábor             | 30 | 8  | 7  | 15 | 33 | 48 | 23 |
| 15.  | TJ Spartak Písek        | 30 | 7  | 8  | 15 | 28 | 60 | 22 |
| 16.  | TJ Mariánské Lázně      | 30 | 7  | 6  | 17 | 32 | 56 | 20 |

Poznámky:
- Z = Odehrané zápasy; V = Vítězství; R = Remízy; P = Prohry; VG = Vstřelené góly; OG = Obdržené góly; B = Body

|  | Postup do II. ČNFL – sk. A 1981/82               |
|  | Sestup do příslušného oblastního přeboru 1981/82 |